# Três Irmãos
Três Irmãos (deutsch: „drei Brüder“) ist eine große Talsperre am Rio Tietê im Bundesstaat São Paulo in Brasilien. Sie ist die unterste in einer Serie von Talsperren an diesem Fluss kurz vor der Mündung in den Rio Paraná.
Der Stausee ist über den Kanal Pereira Barreto mit dem nördlich gelegenen Stausee Ilha Solteira am Rio Paraná verbunden, außerdem sind Schifffahrtsverbindungen mit dem Jupiá-Stausee und bis hin zu Itaipú und São Simão möglich.
Mit Hilfe des Kanals, der einen Austausch von Wasser erlaubt, ist auch ein optimierter Betrieb des Wasserkraftwerks möglich. Es sind fünf Francis-Turbinen mit einer Nennleistung von je 165,4 MW installiert, zusammen 827 MW. Die fünf Generatoren haben eine Leistung von 5 × 161,5 = 807,5 MW.
Das Absperrbauwerk der Talsperre ist eine Gewichtsstaumauer. Der Speicherraum setzt sich zusammen aus Totraum: 10.000 Mio. m³, nutzbarer Speicherraum: 3.450 Mio. m³, Reserveraum: 350 Mio. m³, zusammen 13.800 Mio. m³.
Alternative Angaben aus anderen Quellen für die Daten der Talsperre sind: Mauerhöhe: 62 m, Einzugsgebiet: 69.900 km², Kraftwerksleistung: 1292 MW.